# Flughafen Albert-Picardie

i7
i11
i13
Der Flughafen Albert-Picardie (alternativ auch Flughafen Albert-Bray, französisch Aéroport Albert-Picardie; IATA-Code: BYF, ICAO-Code: LFAQ) ist ein Flughafen in der Nähe der französischen Stadt Albert im Département Somme (Region Hauts-de-France in Nordostfrankreich). Der Flughafen liegt 4 km südöstlich von Albert, in Bray-sur-Somme.

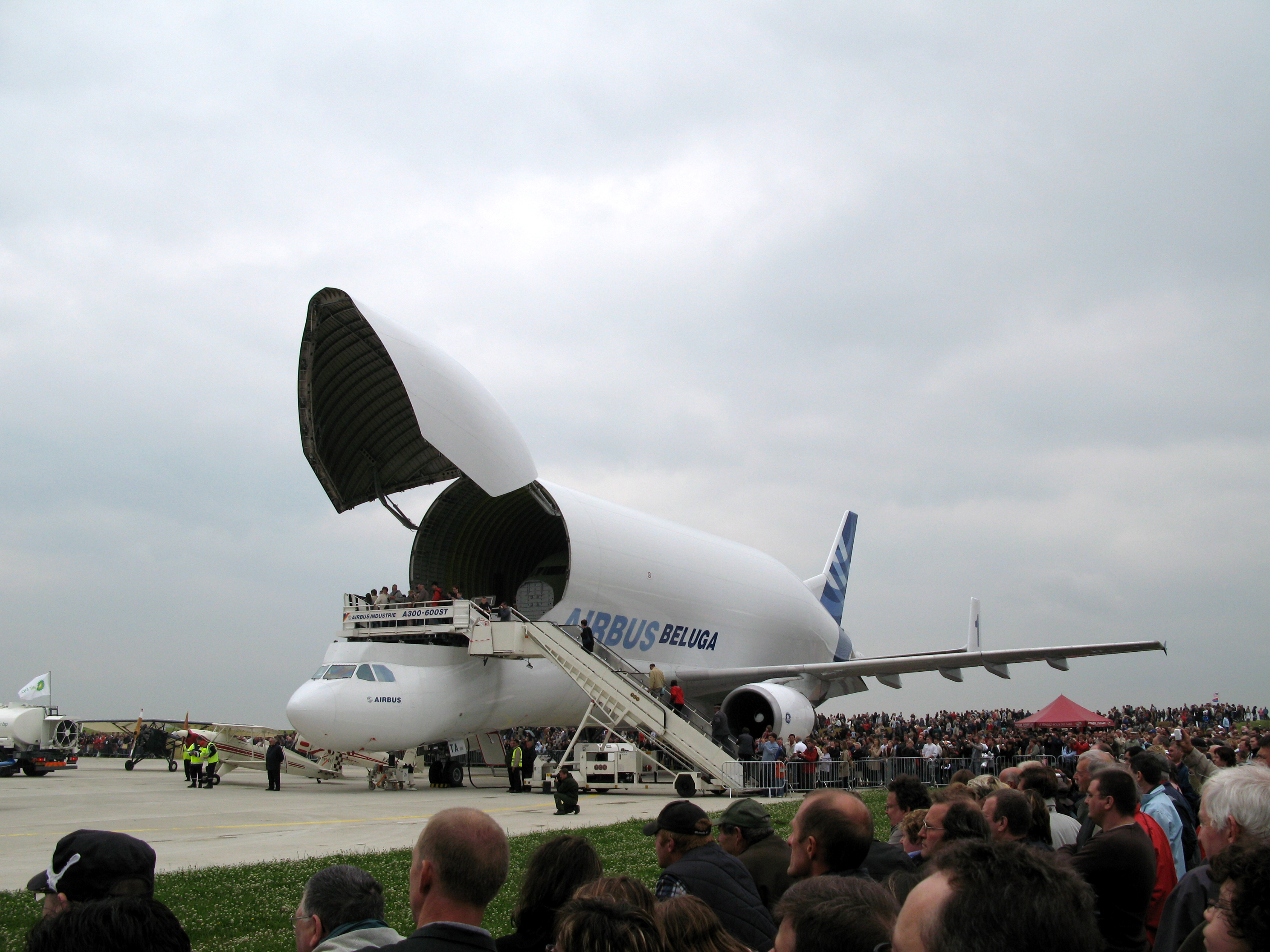
Airbus Beluga am Flughafen Albert-Picardie (2008)

Seine wichtigste Funktion ist der Transport von Airbus-Flugzeugkomponenten, die in der nahegelegenen Produktionsstätte von Airbus in Méaulte hergestellt werden. Die Startbahn des Flughafens ist lang genug, um das von Airbus hierzu benutzte Flugzeug vom Typ Beluga zu nutzen.
Weiterhin beherbergt der Flughafen einen Flugverein, der eine Anzahl von Kleinflugzeugen von hier betreibt.

## Einrichtungen
Der Flughafen liegt in 111 m Höhe. Er verfügt über eine asphaltierte Startbahn (09/27) 2200 m Länge und 45 m Breite sowie über eine parallele Grasbahn von 1000 m Länge und 80 m Breite.